# فرح يوسف (مغنية)
فرح يوسف (20 يوليو 1989 -)، مغنية سورية.

## النشأة والمسيرة
نشأت فرح يوسف في طرطوس بسوريا، وبدأت الغناء أمام الجمهور مصادفة منذ سن سبع سنوات. درست لأربع سنوات الطب البشري، ولم تكمل، ثم درست أدب إنكليزي قبل مشاركتها في برنامج أراب آيدول، ودرست سنة واحدة في المعهد العالي للموسيقى بدمشق.

## أعمالها الفنية
| اسم الأغنية            | رابط المشاهدة                     |
| ---------------------- | --------------------------------- |
| بليز - Please          | فرح يوسف - بليز                   |
| الحكاية                | فرح يوسف - الحكاية                |
| ماكو بحلاتك            | فرح يوسف - ماكو بحلاتك            |
| أعدّ السنين (تعبت عمري) | فرح يوسف - أعد السنين (تعبت عمري) |
| عزا قلبي               | فرح يوسف - عزا قلبي               |
| تاني تاني (عمري)       | فرح يوسف - تاني تاني (عمري)       |
| لحظة رجوعك             | فرح يوسف - لحظة رجوعك             |
| حياتي لمين             | فرح يوسف - حياتي لمين             |
| ماما                   | فرح يوسف - ماما                   |

## شارات المسلسلات
أدَّت فرح شارة المسلسل السوري الولادة من الخاصرة قبل أن يتعرَّف عليها الجمهور في برنامج عرب آيدول، كما أدَّت شارة مسلسل "الأميمي" ومسلسل "بيت عامر" .
| اسم المسلسل        | رابط المشاهدة           |
| ------------------ | ----------------------- |
| الولادة من الخاصرة | شارة الولادة من الخاصرة |
| بيت عامر           | شارة مسلسل بيت عامر     |
| الأميمي            | شارة مسلسل الأميمي      |

## أغانيها في برنامج أراب آيدول
| اسم الأغنية        | صاحب الأغنية   | رابط المشاهدة                 |
| ------------------ | -------------- | ----------------------------- |
| مدام بتحب          | أم كلثوم       | فرح يوسف - مدام بتحب          |
| شعوري نحيتك        | وردة الجزائرية | فرح يوسف شعوري ناحيتك         |
| العيون السود       | وردة الجزائرية | فرح يوسف العيون السود         |
| خدني معك           | سلوى قطريب     | فرح يوسف - خدني معك           |
| حلم                | أم كلثوم       | فرح يوسف - حلم                |
| احساس جديد         | نانسي عجرم     | فرح يوسف - احساس جديد         |
| حبينا              | ميادة الحناوي  | فرح يوسف - حبينا              |
| لاقيتك والدنيا ليل | ديانا حداد     | فرح يوسف - لاقيتك والدنيا ليل |
| كيفك أنت           | فيروز          | فرح يوسف - كيفك أنت           |
| أوعدك              | سعاد محمد      | فرح يوسف - أوعدك              |
| يا بدع الورد       | أسمهان         | فرح يوسف - يا بدع الورد       |

## حياتها الشخصية
تزوَّجت في يوليو 2019 في الولايات المتحدة، شابًّا يُدعى كريستيان، ومن المتوقع أن يُقام حفل زفافها في الشام.